# باردول (کنتاکی)
باردول (به انگلیسی: Bardwell) شهری در ایالت کنتاکی کشور ایالات متحده آمریکا است که جمعیت آن در سرشماری سال ۲۰۱۰ میلادی، ۷۲۳ نفر بوده‌است.